# Course de chars (Gérôme)
La Course de chars est une peinture à l'huile sur panneau de bois bercé réalisé en 1876 par Jean-Léon Gérôme. Elle est conservée à l'Art Institute of Chicago depuis 1984. 
D'autres peintures antiques alimenteront l'œuvre de Gérôme dont une série importante sur les jeux du cirque.

## Description
Ce tableau représente une course de chars qui se compose de huit quadriges qui arrivent à pleine vitesse dans le virage, faisant voler le sable de la piste du colossal et célèbre Circus Maximus à Rome.
L'hippodrome est reconnaissable par la forme de la piste, les deux bornes (metae) qui marquent la fin du mur central, la spina, laquelle est ponctuée de monuments décoratifs variés tels qu'autels, édicules, obélisques, pavillons et statues.  
De chaque côté se trouvent les gradins et notamment à gauche la loge impériale. Sur la piste sont descendus quelques spectateurs avides du spectacle et des accidents qui se produisent souvent à ce moment critique du virage. Trois cavaliers à l'arrêt se trouvent à proximité des spectateurs. Le mont Palatin et le palais impérial sont visibles en arrière-plan à gauche.
L’action est vue comme si le spectateur se trouvait sur la piste depuis la porte de départ.
La signature de l’artiste se trouve en bas à gauche sur le sable : JL GEROME.

## Galerie

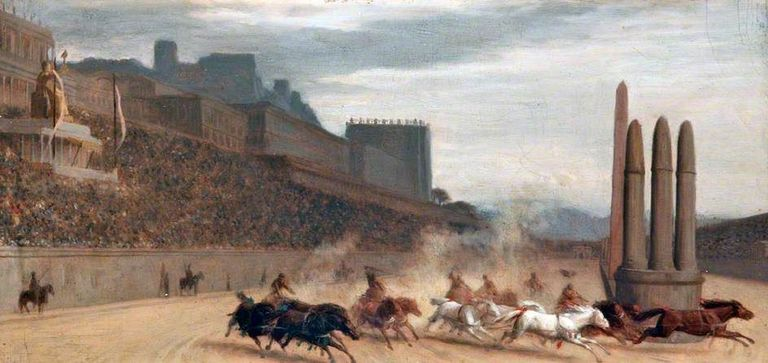
Étude pour la course de chars.
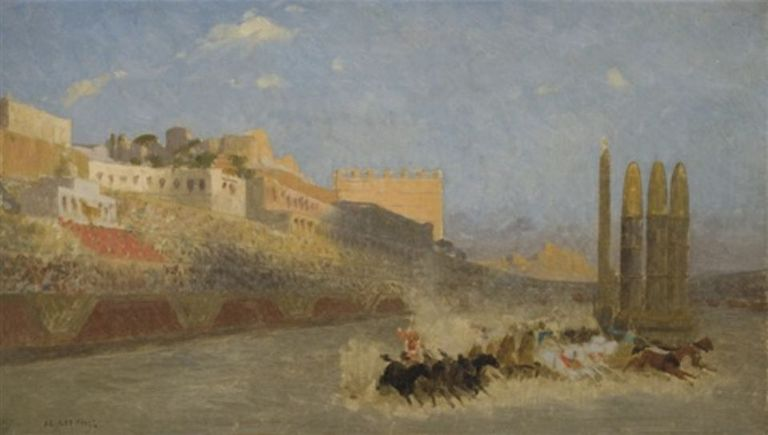
Étude pour la course de chars.
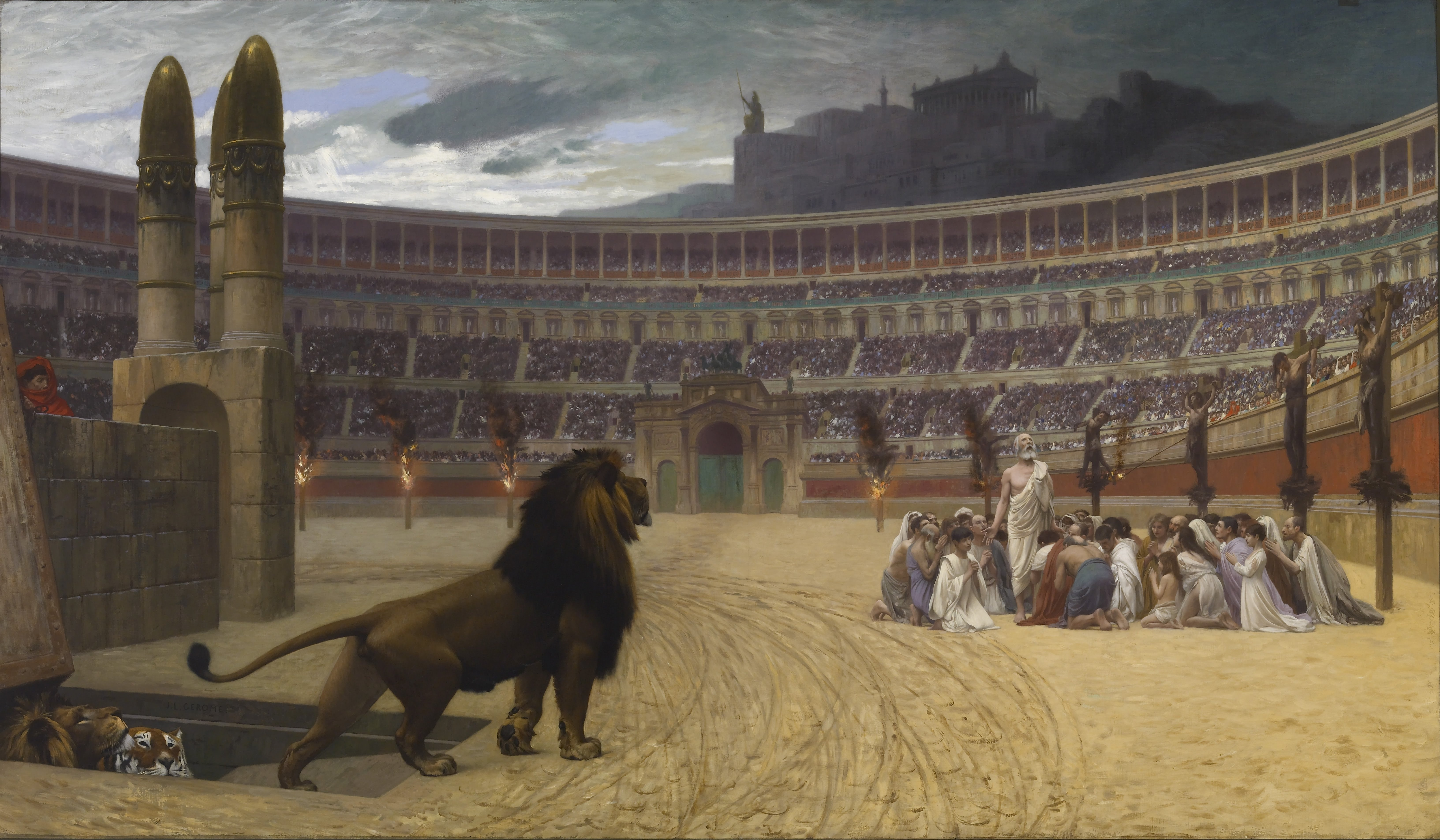
La Dernière Prière des martyrs chrétiens.